# Осиновщизна
Осиновщи́зна (бел. Асінаўшчы́на) — агрогородок в Сморгонском районе Гродненской области Белоруссии.
Входит в состав Коренёвского сельсовета.
Расположен в центральной части района. Расстояние до районного центра Сморгонь по автодороге — около 6,5 км, до центра сельсовета деревни Корени по прямой — чуть менее 2,5 км. Ближайшие населённые пункты — Корени, Матюляны, Подзелёная. Площадь занимаемой территории составляет 1,0560 км², протяжённость границ 4530 м.
Согласно переписи население Осиновщизны в 1999 году насчитывало 397 человек.
До 17 февраля 2009 года называлась Осиновщизна-2, также в этот день населённому пункту был присвоен статус агрогородка.
Через агрогородок проходят местные автомобильные дороги:
- Н6418 Корени — Белевичи — Осиновщизна
- Н7803 Осиновщизна — Матюляны — Смолярня

Также вдоль восточной границы агрогородка проходит объездная дорога Н20011
Через Осиновщизну проходят регулярные автобусные маршруты:
- Сморгонь — Валейковичи
- Сморгонь — Кушляны
- Сморгонь — Ошмяны

У южной окраины агрогородка находится придорожная часовня постройки 1990-х годов.